# 苗立杰
苗 立杰（ミャオ・リージェ、英語: Miao Lijie、1981年6月30日 - ）は中国・黒竜江省ハルビン市出身の女子バスケットボール選手。ポジションはガード。中国女子バスケットボールリーグ（WCBA）の遼寧ゴールデンライオンズ所属。

## 来歴
12歳でバスケを本格的にはじめ、17歳で中国代表に選出され、以来長きにわたりナショナルチームで活躍。
2001年のアジア選手権で金メダルを獲得。
2002年発足のWCBAに所属する黒竜江ドラゴンズに入団。
2004年にはアジア選手権連覇とともに大会MVPを獲得。2004年アテネ五輪にも出場。
2005年にはWNBAのサクラメント・モナークスでプレー。
2006年世界選手権で得点4位となり、アジア大会でも金メダルを獲得する。
北京オリンピックでは中国代表主将を務め、得点王を獲得。
2009年、遼寧ゴールデンライオンズに移籍。
ロンドンオリンピックで3大会連続五輪出場。